# 인천공항초등학교 신도분교
인천공항초등학교 신도분교는 대한민국 인천광역시 옹진군에 있는 공립 초등학교이다.

## 학교 연혁
- 1936년 4월: 영종공립보통신도간이학교로 개교
- 1946년 11월 21일: 신도국민학교로 승격
- 1996년 3월 1일: 신도초등학교로 변경
- 1999년 3월 1일: 인천신흥초등학교 신도분교로 개편
- 2007년 3월 1일: 인천공항초등학교로 이관